# Cefn and Pyle Railway
Die Cefn and Pyle Railway war eine britische Eisenbahngesellschaft in Südwales. 
Durch die Gesellschaft wurde 1798 eine Bahnstrecke von Cefn Cribwr nach Pyle eröffnet. Die 10,5 Kilometer lange Strecke diente den örtlichen Gruben zum Abtransport der Kohle.
Die Port Talbot Railway and Docks erwarb 1896 die Gesellschaft.